# Doliolaimus agilis
Doliolaimus agilis är en rundmaskart som beskrevs av Lorenzen 1966. Doliolaimus agilis ingår i släktet Doliolaimus och familjen Sphaerolaimidae. Inga underarter finns listade i Catalogue of Life.